# Tulebo
Tulebo is een plaats in de gemeente Mölndal in het landschap Västergötland en de provincie Västra Götalands län in Zweden. De plaats heeft 229 inwoners (2005) en een oppervlakte van 35 hectare. De directe omgeving van Tulebo bestaat uit zowel landbouwgrond als bos en de plaats ligt vlak bij de meren Hälsjön en Tulebosjön. De stad Göteborg ligt ongeveer twintig kilometer ten noordwesten van het dorp.